# Naomi Shemer
Naomi Shemer (née le 13 juillet 1930 à Kvoutzat Kinneret et morte le 26 juin 2004 à Tel Aviv-Jaffa) est une auteur-compositrice israélienne.
Elle est réputée pour ses talents de poésie, d'écriture, de composition, de mise en musique des textes d'autrui et d'adaptation en hébreu de chansons en langue étrangère.

## Biographie
Naomi Shemer est née (en 1930) et a grandi à Kvoutzat Kinneret. Très tôt, elle commence les leçons de piano. Elle a notamment travaillé avec Josef Tal. À partir des années 1950, Naomi Shemer écrit ses premières chansons. Ce n'est qu'en 1983 qu'elle reçoit un prix pour son travail.
Yeroushalayim shel zahav (Jérusalem d'or, repris et traduit en français par Rika Zaraï, ainsi que les Compagnons de la chanson) reste sa chanson la plus populaire. Elle a été écrite en 1967, quelques jours avant la Guerre des Six Jours,, au cours de laquelle l'État d'Israël conquiert Jérusalem-Est ainsi que le Mur Occidental (ou Mur des Lamentations) de nouveau accessible aux Juifs. La compositrice rajoute alors une strophe évoquant le retour des Juifs à Jérusalem.
Cette chanson emblématique et chargée de symboles accompagne souvent l'hymne national israélien Hatikvah dans les célébrations.
En 2004, Naomi Shemer est décédée des suites d'un cancer. Peu de temps avant, elle reconnaissait qu'elle s'était inspirée d'une ballade basque dans la composition de sa mélodie phare.

## Titres
- Yerushalayim shel zahav (Jérusalem d'or), 1967
- Hithadshut (Renaissance)
- Al kol ele (De toutes ces choses)
- Od lo ahavti dai (Je n'ai pas encore assez aimé)
- Lu Yehi, 1973 (Puisse cela être)
- Shlomit Bonna Soucca

## Sépulture

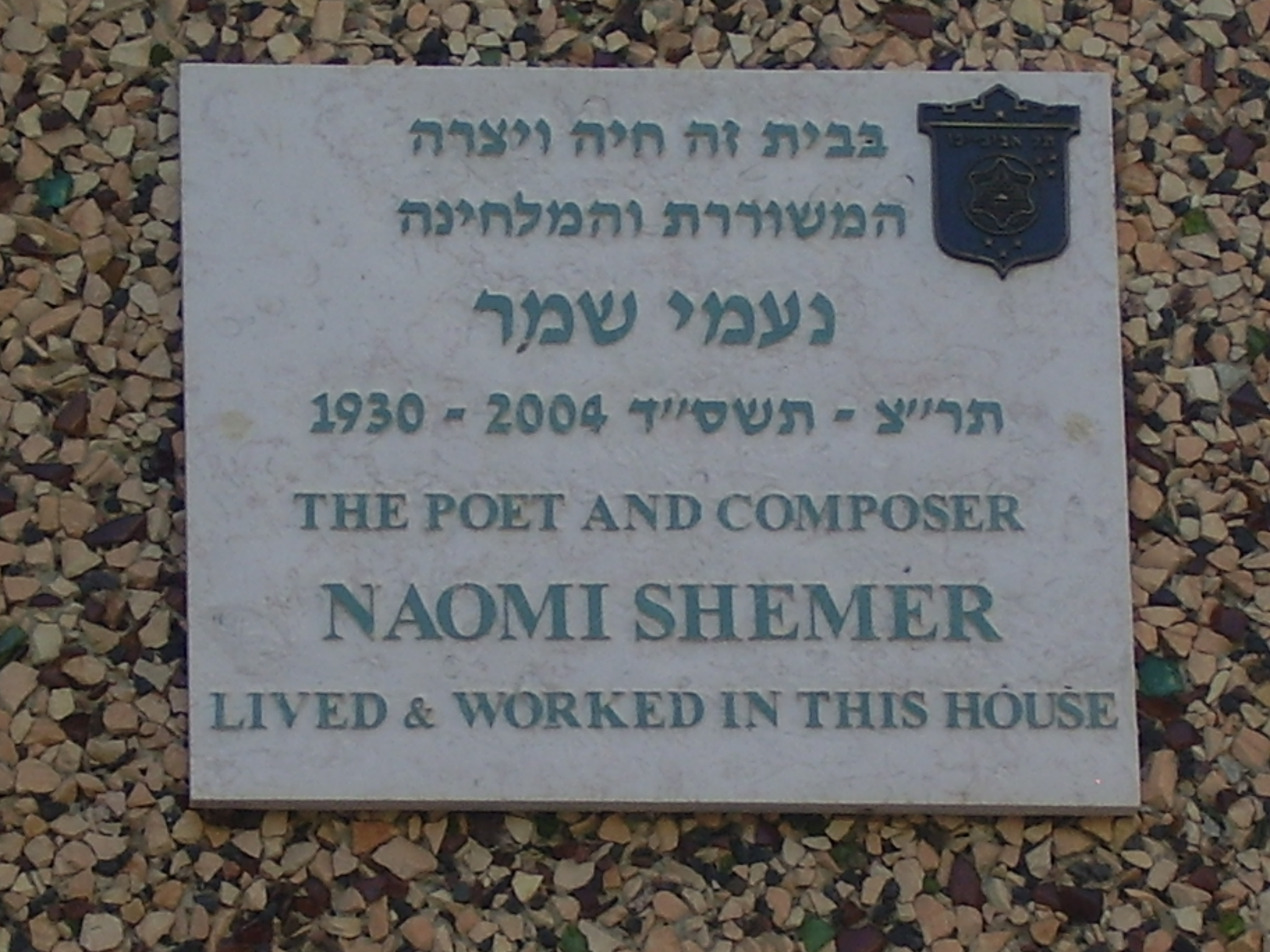
Plaque mémorielle.
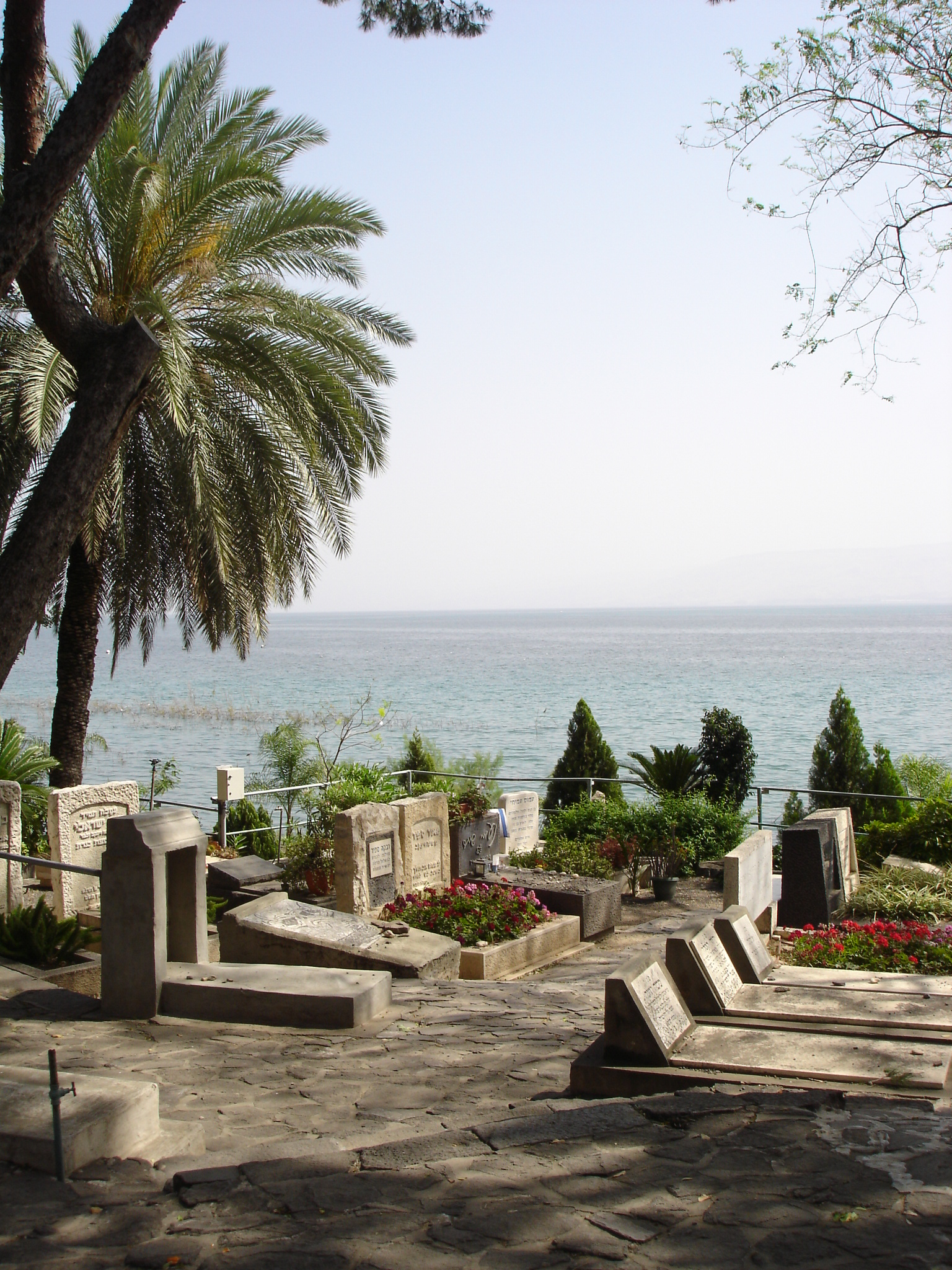
Avant-dernière tombe de Naomi Shemer avec le Yam Kinneret en arrière-plan.